# كريثيديا دو دوفين 2015
كريثيديا دو دوفين 2015 (بالإنجليزية: 2015 Critérium du Dauphiné)‏ هو سباق دراجات هوائية أقيم بتاريخ 7–14 يونيو، تكون السباق من 8 مراحل وامتدّ لمسافة 1213 كم، استغرق السباق 30 ساعة 59 دقيقة 02 ثانية. فاز به البريطاني كريس فروم.

## الترتيب
| م                     | الدرّاج               | البلد           | الزمن                     |
| --------------------- | -------------------- | --------------- | ------------------------- |
| الفائز بالترتيب العام | كريس فروم            | المملكة المتحدة | 30 ساعة 59 دقيقة 02 ثانية |
| التسلق                | دانيال تيكليهايمانوت | إرتيريا         | -                         |